# Paramulia
Paramulia là một chi bướm đêm thuộc họ Tortricidae.

## Các loài
- Paramulia laculetana Razowski & Wojtusiak, 2006